# ماري شحادة
ماري شحادة (ماري صروف شحادة) صحافية فلسطينية، ولدت في يافا عام 1901 وانتقلت إلى لبنان، ثم عادت وعاشت بقية حياتها في فلسطين وتزوجت من بولص شحادة عام 1923 مؤسس صحيفة مرآة الشرق.
هي من الرائدات في الصحافة الفلسطينية ومن أبرز الصحفيات في العهد العثماني، كتبت المقالات التربوية والاجتماعية المتعلقة بالمرأة والأسرة في العديد من الصحف مثل صحيفة فلسطين والمهماز والمنتدى، بالإضافة إلى توليها مسؤولية البرامج الأدبية في إذاعة القدس مع الكاتبة أسمى طوبي. ساهمت في تأسيس جمعية السيدات العربيات في فلسطين عام 1929، ونشطت في الحركة النسائية وساهمت مع زوجها في تأسيس حزب الدفاع الوطني عام 1934. وكانت من مؤسسي العمل الصحفي للمرأة حيث شكلت النموذج الريادي في هذا المجال بجانب السيدة ساذج نصار.